# Мрачни Витез
Мрачни витез (енгл. The Dark Knight) је суперхеројски филм из 2008. године. Режирао, продуцирао и делом га је написао Кристофер Нолан. Заснован је на Бетмену, лику Ди-Си Комикса и наставак је филма из 2005, Бетмен почиње. Други је део Ноланове трилогије о Бетмену. Кристијан Бејл се поново појављује као Брус Вејн односно Бетмен заједно са Мајклом Кејном (Алфред Пениворт), Гаријем Олдманом (Џејмс Гордон) и Морганом Фриманом (Луцијус Фокс). У филмској серији премијерно се појављује лик Харвија Дента (Арон Екхарт), новоизабраног окружног тужиоца Готама који се придружује Бетмену и полицији са циљем да се обрачуна са надолазећом опасношћу изазваном ликом који себе називам Џокером (Хит Леџер).
Ноланова инспирација били су стрипови са Џокером, нарочито онај из 1940. у којем се први пут појавио као и серијал из 1996, „Дуга Ноћ вештица“ која објашњава порекло лика Дволичног. Надимак Мрачни Витез први пут се наденуо Бетмену у причи коју је написао Бил Фингер а зове се „Бетмен бр. 1“ из 1940. Филм Мрачни Витез је примарно сниман у Чикагу као и на другим локацијама у Америци, Уједињеном Краљевству и у Хонг Конгу. Нолан је користио Ајмаксову камеру да би снимио одређене сцене укључујући и прву у којој се појављује Џокер. Двадесетдругог јануара 2008, неколико месеци након што је завршио са снимањем и шест месеци пре изласка филма, Хит Леџер је умро услед предозирања лековима што је узроковало интензивну пажњу медија као и обожавалаца. Компанија Ворнер је првобитно организовала кампању на интернету преко промотивних веб страница и реклама које наглашавају кадрове Џокера да би након Леџерове смрти променила кампању.
Мрачни Витез је изашао 16. јула 2008. у Аустралији, два дана касније у Северној Америци а у Уједињеном Краљевству 24. јула. Сматран једним од најбољих филмова деценије као и једним од најбољим филмова о суперхероју од стране филмских критичара, веома је позитивно оцењен и поставио је бројне рекорд током приказивања у биоскопима. Са преко милијарду долара заузео је седамнаесто место свих времена по заради на благајнама. Номинован је са осам Оскара да би освојио два од којих је један припао постхумно Леџеру за најбољу споредну улогу. Успон Мрачног витеза, последњи филм у трилогији, изашао је 20. јула 2012.

## Радња
У Готам Ситију, Џокер са својим помоћницима опљачка банку у поседу мафије. Он убија своје помоћнике и бежи сам. Те ноћи, тројица Бетменових имитатора прекидају састанак између мафијаша и Страшила. Појављује се и прави Бетмен и хвата све криминалце и варалице, али га угризе пас што га натера да промени дизајн костима. Бетмен и поручник Џејмс Гордон почињу да се договарају како ће у своју борбу против организованог криминала увести окружног тужиоца Харвија Дента будући да би он могао постати јавни јунак какав Бетмен никад не би могао бити. Брус Вејн налети на заједничку вечеру Рејчел Дос и Дента, и након разговора са Дентом одлучује да приреди забаву за прикупљање средстава за њега.
Након што су се мафијашки шефови састали како би разговарали о Бетмену, Гордону и Денту, кинески мафијашки рачуновођа Лау, их обавештава како је сакрио њихов новац како би покварио Гордонов план да замрзне сва њихова средства. Изненада стиже Џокер и понуди им да убије Бетмена за половину њиховог новца, али они одбијају понуду. Након што Бетмен отме Лауа у Хонг Kонгу и испоручи га полицији Готам Ситија, мафијаши се сложе да унајме Џокера. Џокер објављује да ће, ако се Бетмен не појави у јавности и открије свој идентитет, сваки дан убијати људе. Након што начелник Џилијан Б. Лоуб и судија која је водила суђење мафијашима бивају убијени, Вејн одлучује да открије свој идентитет. Али, пре него што је то учинио, Дент на конференцији за новинаре изјављује да је он Бетмен. Хапсе га у намери да навуку Џокера да се појави. Џокер покуша да заустави полицијски конвој који превози Дента, али Бетмен и Гордон интервенишу и хапсе га; Гордон бива изабран за новог начелника полиције.
Касније те ноћи, након што Дент и Рејчел нестану, Бетмен почиње да испитује Џокера у полицијској станици. Џокер му открива како их је заробила корумпирана полиција и да су смештени у складиштима пуним експлозива на супротним странама града; толико су далеко да их Бетмен не може спасити обоје. Бетмен одлази како би спасио Рејчел, док Гордон и полиција одлазе по Дента. Уз помоћ бомбе постављене у полицијској станици, Џокер бежи са Лауом. Након што га је Џокер преварио, давши му погрешне адресе, Бетмен стиже на Дентову локацију на време да га спаси, али Дентова лева половина лица остаје спаљена у пожару. Гордон не стиже на време како би спасио Рејчел и она гине. У болници, Дент полуди због губитка Рејчел. Након што је спалио Лауа са половином мафијашког новца, Џокер одлази у болницу и наговара Дента на освету против корумпиране полиције и мафијаша одговорних за Рејчелину смрт, као и против Бетмена и Гордона.
Дент почиње личну освету обрачунавајући се с полицајцима и мафијашима, одлучујући о њиховој судбини бацањем новчића. Џокер објављује јавности да ће сви који до поноћи остану у Готаму бити у његовој милости и немилости. Након што су затворени мостови и тунели због Џокерове претње бомбама, власти почињу евакуацију људи трајектима. Џокер поставља експлозив на два трајекта – један који превози осуђенике, и други са цивилима – рекавши путницима да је једини начин да се спасу уколико активирају експлозив на другом трајекту; иначе ће у поноћ уништити оба брода.
Бетмен проналази Џокера и спречава га у његовој намери да уништи трајекте након што су путници на оба брода одлучили да не униште онај други. Џокер признаје да је Бетмен уистину непоткупљив, али да Дент није био, а његово је лудило пуштено на град. Онеспособивши Џокера и оставивши га специјалцима, Бетмен крене у потрагу за Дентом. Међу остацима зграде у којој је погинула Рејчел, Бетмен проналази Дента како држи Гордона и његову породицу на нишану. Дент одлучује да одлучи судбину Бетмена и Гордоновог сина бацањем новчића. Погађа Бетмена у стомак, али пре него што је успео да одлучи о дечаковој судбини, Бетмен га напада, а обојица падају са зграде. Дент умире, а Бетмен и Гордон схватају како би у граду нестало моралног кодекса ако се сазна за Дентова убиства. Бетмен наговара Гордона да одржи позитивну слику о Денту, окривљујући Бетмена за убиства. Гордон уништава Бет-сигнал након чега почиње потера за Бетменом.

## Улоге
| Глумац           | Улога                        |
| ---------------- | ---------------------------- |
| Кристијан Бејл   | Брус Вејн / Бетмен           |
| Хит Леџер        | Џокер                        |
| Арон Екхарт      | Харви Дент / Дволични        |
| Мајкл Кејн       | Алфред Пениворт              |
| Меги Џиленхол    | Рејчел Доз                   |
| Гари Олдман      | Џејмс Гордон                 |
| Морган Фриман    | Лушус Фокс                   |
| Моника Кернен    | детектив Ана Рамирез         |
| Рон Дин          | детектив Вурц                |
| Килијан Мерфи    | Џонатан Крејн / Страшило     |
| Чин Хан          | Лау                          |
| Нестор Карбонел  | градоначелник Ентони Гарсија |
| Ерик Робертс     | Салваторе Марони             |
| Ричи Костер      | Чечeн                        |
| Ентони Мајкл Хол | Мајк Енгел                   |
| Мајкл Џај Вајт   | Гамбол                       |
| Вилијам Фиктнер  | менаџер у банци              |